# Oktawian Nawrot
Oktawian Dariusz Nawrot (ur. 9 lipca 1976 w Sławnie) – polski prawnik i filozof, doktor habilitowany nauk prawnych, profesor Uniwersytetu Gdańskiego, sędzia Sądu Najwyższego. W latach 2012–2018 prodziekan ds. studenckich i nauki Wydziału Prawa i Administracji Uniwersytetu Gdańskiego. 

## Życiorys
Profesor nadzwyczajny w Katedrze Teorii i Filozofii Państwa i Prawa Uniwersytetu Gdańskiego. Jego zainteresowania naukowe koncentrują się wokół zagadnień szeroko rozumianej filozofii i teorii prawa, w tym logiki prawniczej, a także etycznych i prawnych implikacji rozwoju biologii i medycyny oraz praw człowieka. 
Członek i ekspert wielu zespołów, w tym: Zespołu do Spraw Molekularnych Badań Genetycznych i Biobankowania (2011–2012), Zespołu do Spraw Badań Naukowych w Biomedycynie (2013–2014) oraz przewodniczący Zespołu do spraw ochrony praw człowieka w kontekście rozwoju nauk biologicznych i medycznych przy Ministrze Nauki i Szkolnictwa Wyższego (2016–2018). W kadencji 2016–2018 członek Rady Narodowego Centrum Nauki. W latach 2017–2018 obserwator przy Komitecie ds. Bioetyki Rady Europy.
Laureat wielu nagród i wyróżnień m.in. Nagrody Naukowej Miasta Gdańska „Młody Heweliusz”, wyróżnienie w konkursie „Państwa i Prawa” na najlepsze rozprawy habilitacyjne, stypendium Fundacji na Rzecz Nauki Polskiej. 
W 2018 zgłosił swoją kandydaturę na sędziego Izby Kontroli Nadzwyczajnej i Spraw Publicznych Sądu Najwyższego. Krajowa Rada Sądownictwa przedstawiła Prezydentowi Rzeczypospolitej Polskiej wniosek o powołanie go do pełnienia urzędu na stanowisku sędziego Sądu Najwyższego w Izbie Kontroli Nadzwyczajnej i Spraw Publicznych uchwałą nr 331/2018 z 28 sierpnia 2018. Mimo, że uchwała ta została zaskarżona do sądu administracyjnego, 10 października 2018 prezydent Andrzej Duda powołał go do pełnienia urzędu sędziego Sądu Najwyższego w Izbie Kontroli Nadzwyczajnej i Spraw Publicznych, gdzie mimo zgłaszanych przez przedstawicieli środowiska prawniczego kontrowersji związanych z nominacją w trakcie kryzysu wokół Sądu Najwyższego rozpoczął orzekanie w sprawach z zakresu prawa publicznego i skarg nadzwyczajnych. Uchwała KRS nr 331/2018 z 28 sierpnia 2018 w zakresie, w jakim zawierała wniosek o powołanie określonych w niej osób do pełnienia urzędu na stanowisku sędziego Sądu Najwyższego w Izbie Kontroli Nadzwyczajnej i Spraw Publiczny, została uchylona przez wyrok Naczelnego Sądu Administracyjnego z dnia 21 września 2021. W uzasadnieniu NSA stwierdził, że „skutki wydanego w sprawie orzeczenia nie odnoszą się do ustrojowej ważności oraz skuteczności prezydenckich aktów powołań na urząd sędziego Sądu Najwyższego dokonanych na podstawie rekomendacji przedstawionych przez KRS kontrolowaną uchwałą. W aktualnym stanie prawnym akty te bowiem, nie podlegają sądowej weryfikacji i nie są wzruszalne” (II GOK 10/18).    
W styczniu 2019 oraz w styczniu 2022 zgromadzenie sędziów Sądu Najwyższego orzekających w Izbie Kontroli Nadzwyczajnej i Spraw Publicznych wybrało go jednym z trzech kandydatów na prezesa Sądu Najwyższego kierującego pracą tej izby. 
Był sędzią-sprawozdawcą m.in. w sprawie I NSW 84/20, w której połączono rozpoznanie 4086 protestów wyborczych przeciwko wyborowi Prezydenta Rzeczypospolitej Polskiej w 2020. Sąd Najwyższy uznał, że protesty te nie spełniały warunków formalnych i pozostawił je bez dalszego biegu.

## Publikacje
Jest autorem, współautorem, redaktorem lub współredaktorem przeszło 130 publikacji naukowych z zakresu filozofii prawa, praw człowieka, prawa medycznego i bioprawa, w tym 11 książek. Publikuje w takich czasopismach jak: „The International Journal of Human Rights”, „Przegląd Sejmowy”, „Państwo i Prawo”, „Life Sciences, Society and Policy”, „Zeszyty Prawnicze Biura Analiz Sejmowych” i „Forum Prawnicze”.
Publikacje książkowe:
- Hevelius. Science – Technology – Philosphy, book 2, Gdańsk 2004 (redaktor i współautor).
- Między filozofią a przyrodoznawstwem. Księga jubileuszowa dedykowana Profesorowi Ludwikowi Kostro, Gdańsk 2006 (współredaktor i współautor).
- Nienarodzony na ławie oskarżonych, Toruń 2007 (autor).
- Prawo cywilne, Część ogólna. Kazusy, Warszawa 2010 (współautor).
- Ludzka biogeneza w standardach bioetycznych Rady Europy, Warszawa 2011 (autor).
- Konwergencja czy dywergencja kultur i systemów prawnych?, Warszawa 2012 (współredaktor).
- Klauzula sumienia w państwie prawa, Sopot 2015 (redaktor i współautor).
- Temida w dobie rewolucji biotechnologicznej. Wybrane problemy bioprawa, Gdańsk 2015 (współredaktor).
- Human being v. Person. Medically assisted procreation in the bioethical standards of the Council of Europe, Gdańsk 2016 (autor).
- Wprowadzenie do logiki dla prawników, Warszawa 2020 (wyd. 5) (autor).
- Kodeks Etyki Lekarskiej. Komentarz, Sopot 2021 (redaktor i współautor).